# Lijst van gemeenten in het departement Vaucluse
Hieronder volgt een lijst van de 151 gemeenten (communes) in het Franse departement Vaucluse (departement 84).

## A
Althen-des-Paluds
- Ansouis
- Apt
- Aubignan
- Aurel
- Auribeau
- Avignon

## B
Le Barroux
- La Bastide-des-Jourdans
- La Bastidonne
- Le Beaucet
- Beaumes-de-Venise
- Beaumettes
- Beaumont-de-Pertuis
- Beaumont-du-Ventoux
- Bédarrides
- Bédoin
- Blauvac
- Bollène
- Bonnieux
- Brantes
- Buisson
- Buoux

## C
Cabrières-d'Aigues
- Cabrières-d'Avignon
- Cadenet
- Caderousse
- Cairanne
- Camaret-sur-Aigues
- Caromb
- Carpentras
- Caseneuve
- Castellet
- Caumont-sur-Durance
- Cavaillon
- Châteauneuf-de-Gadagne
- Châteauneuf-du-Pape
- Cheval-Blanc
- Courthézon
- Crestet
- Crillon-le-Brave
- Cucuron

## E
Entraigues-sur-la-Sorgue
- Entrechaux

## F
Faucon
- Flassan
- Fontaine-de-Vaucluse

## G
Gargas
- Gignac
- Gigondas
- Gordes
- Goult
- Grambois
- Grillon

## I
L'Isle-sur-la-Sorgue

## J
Jonquerettes
- Jonquières
- Joucas

## L
Lacoste
- Lafare
- Lagarde-d'Apt
- Lagarde-Paréol
- Lagnes
- Lamotte-du-Rhône
- Lapalud
- Lauris
- Lioux
- Loriol-du-Comtat
- Lourmarin

## M
Malaucène
- Malemort-du-Comtat
- Maubec
- Mazan
- Ménerbes
- Mérindol
- Méthamis
- Mirabeau
- Modène
- Mondragon
- Monieux
- Monteux
- Morières-lès-Avignon
- Mormoiron
- Mornas
- La Motte-d'Aigues
- Murs

## O
Oppède
- Orange

## P
Pernes-les-Fontaines
- Pertuis
- Peypin-d'Aigues
- Piolenc
- Le Pontet
- Puget
- Puyméras
- Puyvert

## R
Rasteau
- Richerenches
- Roaix
- Robion
- La Roque-Alric
- La Roque-sur-Pernes
- Roussillon
- Rustrel

## S
Sablet
- Saignon
- Sainte-Cécile-les-Vignes
- Saint-Christol
- Saint-Didier
- Saint-Hippolyte-le-Graveyron
- Saint-Léger-du-Ventoux
- Saint-Marcellin-lès-Vaison
- Saint-Martin-de-Castillon
- Saint-Martin-de-la-Brasque
- Saint-Pantaléon
- Saint-Pierre-de-Vassols
- Saint-Romain-en-Viennois
- Saint-Roman-de-Malegarde
- Saint-Saturnin-lès-Apt
- Saint-Saturnin-lès-Avignon
- Saint-Trinit
- Sannes
- Sarrians
- Sault
- Saumane-de-Vaucluse
- Savoillan
- Séguret
- Sérignan-du-Comtat
- Sivergues
- Sorgues
- Suzette

## T
Taillades
- Le Thor
- La Tour-d'Aigues
- Travaillan

## U
Uchaux

## V
Vacqueyras
- Vaison-la-Romaine
- Valréas
- Fontaine-de-Vaucluse
- Vaugines
- Vedène
- Velleron
- Venasque
- Viens
- Villars
- Villedieu
- Villelaure
- Villes-sur-Auzon
- Violès
- Visan
- Vitrolles-en-Luberon